# Großer Salzstadel

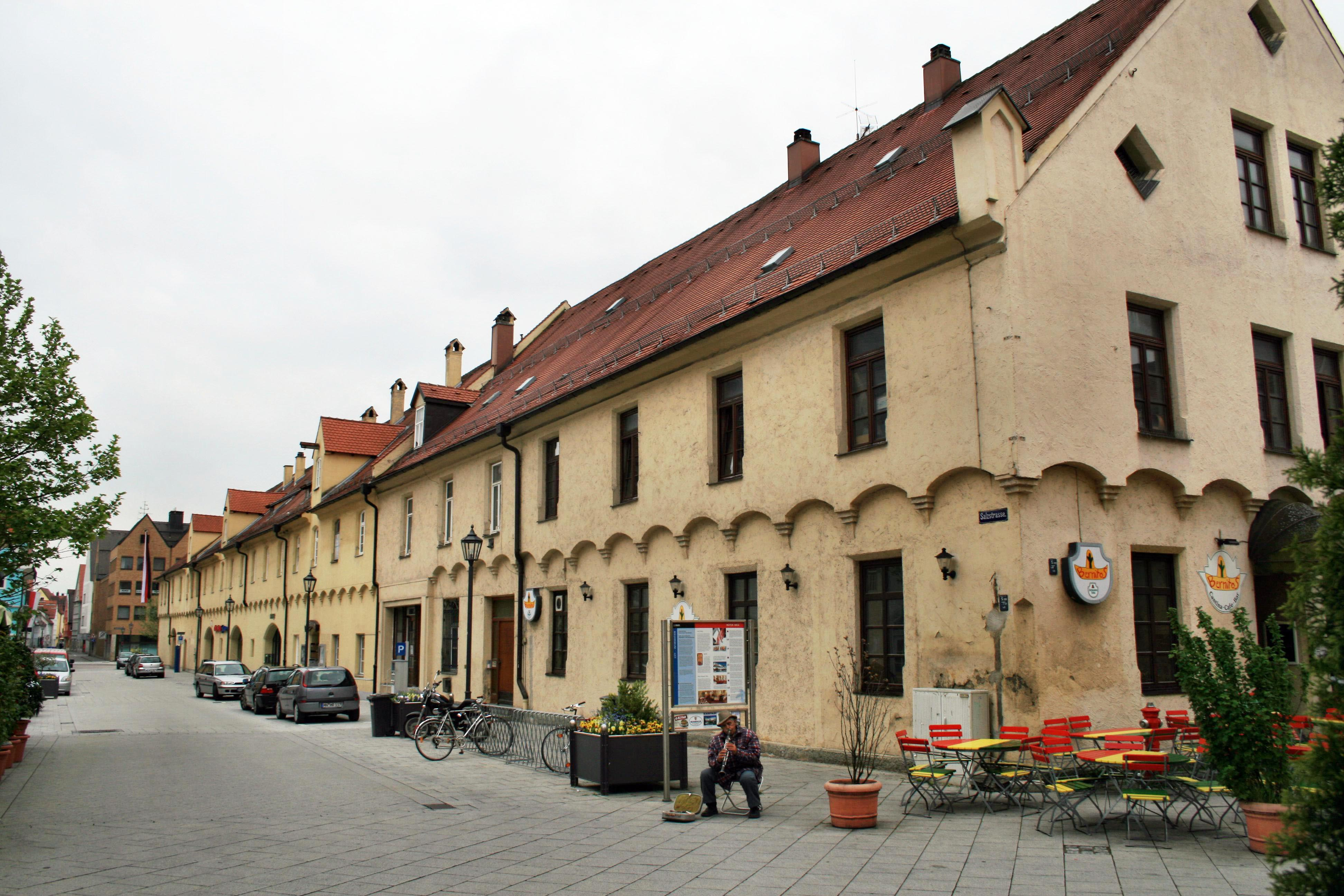
Der Große Salzstadel von Norden aus gesehen

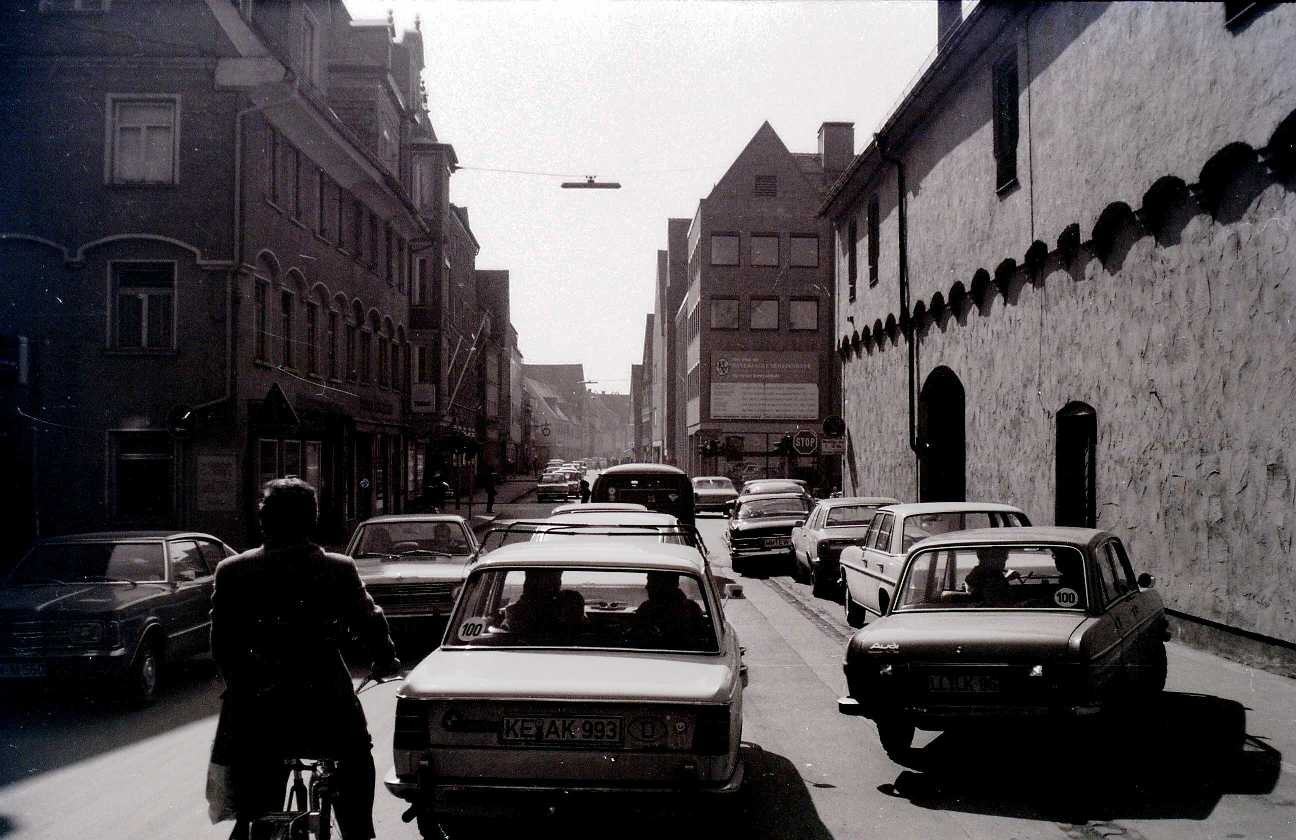
Die Salzstraße in den 1970er Jahren

Der Große Salzstadel ist ein unter Denkmalschutz stehendes Gebäude in der Altstadt in der oberschwäbischen Stadt Memmingen. Er wurde zwischen 1470 und 1474 erbaut und besitzt insgesamt eine Länge von über 100 Meter.

## Lage
Der Große Salzstadel liegt an der Salzstraße in der alten Stauferstadt in der Altstadt Memmingens. Er wird begrenzt vom Schmiedplatz im Süden und der Kalchstraße im Norden. Im Osten grenzt er an die Salzstraße, im Westen an die Straße Hinter dem Salzstadel.

## Geschichte
Durch die verkehrsgünstige Lage an der Salzstraße von München in die Schweiz hatte der Salzhandel seit Bestehen der Stadt Memmingen einen großen wirtschaftlichen Stellenwert. Zur Abwicklung der Salzgeschäfte mussten bis zum Bau des Großen Salzstadels diverse Räumlichkeiten sorgen. 1470 bis 1474 erbaute man auf Befehl des Stadtmagistrats den Salzstadel in der Stauferstadt, einem alten Stadtteil Memmingens, welcher auch als Kalcher Vorstadt benannt wurde. In dem Gebäude wurde der komplette Salzhandel abgewickelt. Gleichzeitig wurden im ersten Stock Aufenthalts-, Gesellschafts- und Proberäume für verschiedene Memminger Gesellschaften und Vereine eingerichtet, darunter die Gesellschaft zum Pfannenstiel, die Memminger Meistersinger und das Collegium musicum. Beim großen Bombenangriff 1944 wurden Teile des Großen Salzstadels zerstört und 1945 wieder rekonstruiert aufgebaut. Massiv betroffen davon war der Südteil, während der mittlere und nördliche Teil keine Schäden davontrug. Heute dient der Salzstadel gewerblichen Zwecken. So ist ein Sportstudio, mehrere Einzelhandelsbetriebe, eine Spielhalle und ein gastronomischer Betrieb eingerichtet.

## Nutzung
Der Große Salzstadel wurde bis 1803 im Erdgeschoss als Salzstadel genutzt. Die erste Stockwerk diente der Gesellschaft zum Pfannenstiel, den Memminger Meistersingern und dem Collegium musicum als Gesellschafts- und Proberaum. 